# Górzyca (Lubusz)
Pour les articles homonymes, voir Górzyca.
Górzyca (prononciation : [ɡuˈʐɨt͡sa] ; en allemand : Göritz) est un village du powiat de Słubice appartenant à la voïvodie de Lubusz, dans l'ouest de la Pologne. C'est le siège administratif (chef-lieu) de la gmina appelée Górzyca.

## Géographie
Le village est situé dans le pays de Lubusz, sur la rive droite de l'Oder, près de la frontière allemande. Il se trouve à environ 18 kilomètres au nord de la ville de Słubice (siège du powiat) et 49 kilomètres au sud-ouest de Gorzów Wielkopolski (capitale de la voïvodie).
Le village comptait approximativement une population de 1539 habitants en 2007 .

## Histoire
Le lieu de Goricz fut mentionné pour la première fois en 1252. Quelques années auparavant, vers 1248, le duc silésien Boleslas II le Chauve avait cèdé le pays de Lubusz à l’archevêque de Magdebourg, ce qui provoque des tensions avec l’archidiocèse de Gniezno. En peu de temps, la région passe sous la domination de la marche de Brandebourg et devint alors le foyer de la «  Nouvelle-Marche » et des acquisitions suivantes des margraves à l'est de l'Oder jusqu'à la frontière de la Grande-Pologne. 
Au cours des querelles, les évêques de Lubusz (Lebus) continuant de défendre les intérêts des souverains de Pologne, ont dû temporairement déplacer leur siège épiscopal à Górzyca sur la rive est de l'Oder en 1276. Le domaine a été désigné oppidum dans un acte de 1317, promulgué par les margraves Valdemar et Jean V de Brandebourg. En 1326, le margrave Louis Ier a exigé la destruction du château et de la cathédrale.
De 1535 à 1571, le domaine faisait partie de la principauté du margrave Jean Ier de Brandebourg-Küstrin. 
Göritz a reçu les droits de ville en 1808. Après la réforme administrative du royaume de Prusse, en 1815, elle entre dans l'arrondissement de Sternberg-en-Nouvelle-Marche, qui est divisé ensuite, et elle fait partie de l'arrondissement de Sternberg-Ouest qui est lui-même partie du district de Francfort au sein de la province de Brandebourg. 
Après la Seconde Guerre mondiale, avec la mise en œuvre de la ligne Oder-Neisse, le village retourne à la république de Pologne. La population germanophone est expulsée et remplacée par des Polonais.
De 1975 à 1998, le village appartenait administrativement à la voïvodie de Gorzów. Depuis 1999, il appartient administrativement à la voïvodie de Lubusz.